# Grå djungelhöna
Grå djungelhöna (Gallus sonneratii) är en fågel i familjen fasanfåglar inom ordningen hönsfåglar.

## Kännetecken
Grå djungelhöna är nära släkt med och lik förfadern till tamhönan, röd djungelhöna, men har generellt gråare fjäderdräkt och mindre utvecklad röd kam och slör. 
Hanen är gråaktig med gyllene teckningar på vingen, vitaktiga fläckar runt halsen och en lång glansigt svart stjärt. De långa och smala halsfjädrarna är hos hanen inte är spetsiga som hos de andra arterna i släktet djungelhöns utan har spolen utvidgad till två vitgula, hornartade skivor, av vilka den yttre sitter i fjäderns ända. Även vingtäckarna har spetsen utvidgad till en gulbrun hornskiva. 
Honan är rätt enfärgad och saknar både den långa stjärten, kammen och slören. De gulaktiga benen och tydliga vita teckningar på undersidan skiljer den från liknande hona röd djungelhöna. 
Arten är rätt ljudlig vars läte "kuk-ku-kuwuk-ku" kan höras nästan året runt.

## Utbredning och systematik
Fågeln förekommer på den indiska halvön. Den behandlas som monotypisk, det vill säga att den inte delas in i några underarter.

## Status och hot
Arten har ett stort utbredningsområde, men tros minska i antal, dock inte tillräckligt kraftigt för att den ska betraktas som hotad. Internationella naturvårdsunionen IUCN listar därför arten som livskraftig (LC).

## Namn
Fågelns vetenskapliga artnamn hedrar den franske naturforskaren Pierre Sonnerat (1748-1814).

## Bildgalleri

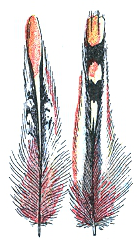
Illustration av grå djungelhönas speciella halsfjädrar och vingtäckare.